# Fujifilm Instax Square SQ10
Die Instax Square SQ10 ist eine hybride Sofortbildkamera des japanischen Herstellers Fujifilm. Die Kamera wurde im Mai 2017 in den Handel gebracht.

## Technische Merkmale
Die Kamera besitzt einen 1/4-Zoll-CMOS-Bildsensor mit einer Bildauflösung von 1920 mal 1920 Bildpunkten. Die aufgenommenen Bilder können direkt mit einem eingebauten Drucker im Format 86 mm mal 72 mm (Bildgröße: 62 mal 62 mm) als Sofortbild ausgedruckt werden.
Die Instax Square hat im Weiteren folgende Eigenschaften:
- 28,5 mm Brennweite (Kleinbild-Äquivalent, Festbrennweite)
- Blendenzahl 2,4
- Automatischer Belichtungsindex zwischen ISO 100 und 1600
- Eingebauter Blitz
- 3-Zoll (7,6 cm) TFT-Farb-LCD-Monitor mit zirka 460.000 Bildpunkten
- Micro-USB-Anschluss zum Laden des Akkus
- Micro-SD-Kartenslot zum Speichern der Bilder (zusätzlich zum internen Speicher)
- Auslöser auf beiden Seiten für Links- und Rechtshänder

## Hybrid-Technik
Die Instax Square SQ10 bietet die Möglichkeit, die fotografierten Bilder vor dem Ausdrucken bearbeiten zu können. Die vorher veröffentlichten, rein analogen Sofortbildkameras der Instax-Serie bieten diese Funktion nicht. Die Fotos können mit verschiedenen Filtern und einer hellen oder dunklen Vignette versehen und in der Belichtung korrigiert werden. Die Kamera erlaubt außerdem das Fotografieren ohne Film, da die Bilder entweder im internen Speicher oder auf einer Micro-SD-Karte gesichert werden können.